# Вулиця Куликове Поле
Вулиця Куликове Поле (крим. Kulıkove Pole soqağı) — вулиця в Ленінському районі Севастополя, між вулицями Олега Кошового та Якова Іванова. Назва від однойменної місцевості.
Більшість будинків уздовж вулиці мають адреси сусідніх вулиць (Проспект Генерала Острякова, вулиця Миколи Музики).